# Thermochrous fumicincta
Thermochrous fumicincta là một loài bướm đêm thuộc họ Anomoeotidae. Loài này có ở Cộng hòa Congo.